# Orlando Silva
Orlando Garcia da Silva (Rio de Janeiro, 3 de outubro de 1915 — Rio de Janeiro, 7 de agosto de 1978) foi um cantor brasileiro da primeira metade do século XX.

## Infância e primeiros empregos
Orlando Silva nasceu na rua General Clarindo, no bairro do Engenho de Dentro. Seu pai, José Celestino da Silva, era violonista e limador da Estrada de Ferro Central do Brasil e morreu quando Orlando tinha três anos de idade, vítima da gripe espanhola que assolava o país na época.
Teve de abandonar os estudos cedo, mal tendo aprendido a ler, escrever e realizar as quatro operações da aritmética, para ajudar sua mãe, Dona Balbina, que era lavadeira. Trabalhou como entregador de marmitas, sapateiro, estafeta da Western (com o salário de 3,50 cruzeiros por dia), vendedor de tecidos e roupas, trocador de ônibus, operário de fábrica de cerâmica e entregador de encomendas da Casa Reunier. Em todos esses empregos, aproveitava os intervalos para cantar para os colegas (principalmente canções de Francisco Alves e Carlos Galhardo, seus ídolos).
Numa manhã de agosto de 1932, ao saltar para um bonde em movimento na Praça da República, escorregou e caiu nos trilhos, tendo seu pé atingido pelo veículo. No hospital, onde demorou a ser atendido, teve os dedos do pé amputados, porém os médicos deixaram seus cortes abertos com base na suposição de que a sangria evitaria uma infecção. Permaneceu quase seis meses internado, tomando morfina para suportar as dores - mais tarde, ele desenvolveria um vício pela droga, o que consumiria uma considerável parte dos seus ganhos como cantor.

## Carreira musical

### Primeiros trabalhos e estrelato
Um dia, Orlando foi levado pelo irmão mais velho, Edmundo, para um teste na Rádio Cajuti, mas foi reprovado. Tentou também um programa de calouros de Renato Murce na Rádio Philips, sem sucesso novamente. Os fracassos sucessivos fizeram-no pensar em desistir de ser cantor.
Durante seu teste na Cajuti, contudo, Orlando foi ouvido por Bororó, que quis dar uma chance para o novato. Levou-o, então, ao Café Nice e o apresentou a Francisco Alves, que ouviu Orlando cantar no interior de seu carro e decidiu imediatamente lançá-lo em seu programa na própria Rádio Cajuti que o rejeitara antes. Assim, em 24 de junho de 1934, Orlando realizou sua primeira apresentação.
Orlando permaneceu seis meses na rádio até ser convidado pela RCA Victor a integrar o coro da gravadora. Após o carnaval de 1935, gravou um disco pelo selo contendo "Lágrimas" e "Última Estrofe", ambas de Cândido das Neves.
Em 1936, ajudou a inaugurar a Rádio Nacional e foi o primeiro cantor a se apresentar na mesma, interpretando "Caprichos do Destino", de Pedro Caetano e Claudionor Cruz. Foi também o primeiro a ter um programa exclusivo, que ia ao ar nos finais das tardes de domingo.
O seu sucesso na época era tamanho que suas fãs criaram o hábito de colecionar pedaços de suas roupas, antes do cantor Cauby Peixoto se tornar famoso por isso. Seus discos quebravam recordes de venda. Seu primeiro sucesso de carnaval foi "Abre a Janela", de Roberto Roberti e Arlindo Marques Júnior.
Segundo o jornalista Walter Silva, o locutor Oduvaldo Cozzi passou a apresentá-lo como "o cantor das multidões" devido ao fato de Orlando arrastar multidões não só em suas apresentações públicas, mas também ao longo de ruas e avenidas, nas quais o povo se agrupava para ouvir sua voz reproduzida em alto-falantes instalados no trajeto. Numa apresentação na sacada da Rádio Cruzeiro do Sul em São Paulo, por exemplo, Orlando cantou para um público estimado em 100-150 mil pessoas, o que correspondia a aproximadamente 15% da população da cidade na época.

### Declínio, últimas décadas de vida e morte

Orlando Silva, 1959.

No início dos anos 1940, Orlando intensificou seu uso de drogas ao mesmo tempo em que sua carreira entrava em declínio, o que por sua vez o fazia consumir mais entorpecentes. Em 1946, perdeu seu contrato com a Rádio Nacional, que tentou recontratá-lo anos depois mas acabou demitindo-o novamente. Em 1947 e 1948, conseguiu gravar sete e três discos, respectivamente, mas em 1949 a Odeon também rompeu com ele.
Em 1961, Orlando tentou uma última cartada junto à RCA Victor: um projeto para regravar 32 de seus sucessos. O biógrafo Ronaldo Conde Aguiar considerou o resultado "embaraçoso" e que Orlando, naquele momento, era apenas um cantor comum. Depois disso, seus últimos trabalhos foram algumas aparições na televisão.
Orlando morreu aos 63 anos, em 7 de agosto de 1978 de isquemia cerebral.

## Vida pessoal
Orlando iniciou em 1940 um relacionamento com a atriz Zezé Fonseca. O namoro foi motivo de polêmica entre quem acompanhava a vida do músico; alguns diziam que Orlando se entregou às drogas na tentativa de superar o amor não correspondido por ela, enquanto outros diziam que ela é quem não era amada por ele, que tinha mais afeição pelas drogas. Ela o deixou em 1943.
Em 1947, Orlando conheceu Maria de Lourdes Souza Franco, com quem conviveu em suas últimas décadas de vida. Ela teria lhe ajudado a abandonar o álcool e a diminuir seu consumo de morfina.
Desde a amputação de seus dedos do pé, Orlando consumia drogas, porém de forma moderada. Conforme sua fama cresceu, o consumo foi ficando mais desenfreado e caminhava conjuntamente a crises de depressão, que o cantor tentava amenizar com mais drogas (principalmente morfina e álcool). Alguns episódios específicos forma atribuídos à intensificação de seu vício: um tratamento dentário desastroso que lhe causou fortes dores; a decisão de extrair todos os seus dentes naturais e substituí-los por uma dentadura que afetou sua emissão vocal; e mesmo a noite após um grande show em São Paulo em que o cantor, inquieto, solicitou a visita de um enfermeiro que lhe administrou uma dose de morfina cujo efeito calmante agradou muito ao paciente.
Dentre as pessoas que tentaram ajudar Orlando, está Francisco Alves, a quem Orlando se referiu como "pai" e "bênção de Deus na minha vida". Francisco pedia a compositores que oferecessem músicas a Orlando, levava o amigo a seus shows e tentava arranjar espaço para ele nas gravadoras.

## Discografia
Adaptado das fontes.

### Álbuns cheios
- (1957) Serenata com Orlando Silva
- (1959) Carinhoso
- (1960) Última estrofe
- (1961) Por ti
- (1962) Sempre sucesso
- (1966) Enquanto houver saudade
- (1968) Orlando Silva, o cantor das multidões
- (1969) Orlando Silva, o eterno seresteiro
- (1973) Orlando Silva, Hoje
- (1991) Orlando Silva
- (1993) Canção do amor que eu lhe dou
- (1994) Quero beijar-te ainda

### 78 rpm
- (1935) "Céu moreno"/"Chora cavaquinho"
- (1935) "Não é proceder"/"Já é de madrugada"
- (1935) "A última estrofe"/"Lágrimas"
- (1935) "No quilômetro dois"/"Para Deus somos iguais"
- (1935) "Olha a baiana"/"Ondas curtas"
- (1936) "Mulher fingida"/"Não há, ó gente, ó não!"
- (1936) "Dom Quixote"/"Primeira mulher"
- (1936) "Vai mulher da orgia"/"Amar uma mulher"
- (1936) "Cidade do arranha-céu"/"Não pretendo mais amar"
- (1936) "Foi você"/"Não volto mais"
- (1936) "Dama do cabaré"/"Cidade mulher"
- (1936) "Fui feliz"/"Cancioneiro"
- (1936) "História Joanina"/"Mágoas de caboclo"
- (1936) "Pela primeira vez"/"Tristeza"
- (1936) "Apoteose do amor"/"Não foi por amor"
- (1936) "Menina dos meus olhos"
- (1936) "Viva a liberdade"/"Se a orgia se acabar"
- (1936) "Orgia"/"Ponto de interrogação"
- (1937) "Tua beleza"/"Abre a janela"
- (1937) "Não beba mais"/"Agora é tarde"
- (1937) "Jurei mas fracassei"/"Sabe quem é? Você!"
- (1937) "Alegria"/"Minha intenção"
- (1937) "Ciúme sem razão"/"O prazer é todo meu"
- (1937) "A última canção"/"Lágrimas de rosa"
- (1937) "Solidão"/"Horas iguais"
- (1937) "Boêmio"/"Rainha da beleza"
- (1937) "Carinhoso"/"Rosa"
- (1937) "Aliança partida"/"Amigo leal"
- (1937) "Juramento falso"/"Lábios que beijei"
- (1938) "O homem sem mulher não vale nada"/"História antiga"
- (1938) "Meu consolo é você"/"A jardineira"
- (1938) "Uma saudade a mais... uma esperança a menos"/"Balalaika"
- (1938) "Meu coração a teus pés"/"Amigo infiel"
- (1938) "Página de dor"/"Eu sinto vontade de chorar"
- (1938) "Meu pranto ninguém vê"/"Errei, erramos"
- (1938) "Nada além"/"Enquanto houver saudades"
- (1938) "Adeus"/"Deusa do cassino"
- (1938) "Meu romance"/"Neusa"
- (1938) "Caprichos do destino"/"História de amor"
- (1939) "Jardim da infância"/"Tenho amizade a você"
- (1939) "Malmequer"/"A primeira vez"
- (1939) "Carioca"/"Encontrei minha amada"
- (1939) "Perdoar é para Deus"/"Vai cumprir o teu fado"
- (1939) "Zíngaro"/"Como tu ninguém"
- (1939) "Buenos Aires"/"Por ti eu me rasgo todo"
- (1939) "Número um"/"Espelho do destino"
- (1939) "Que importa para nós dois a despedida"/"Cidade brinquedo"
- (1939) "Por ti"/"Sertaneja"
- (1939) "Dá-me tuas mãos"/"Uma dor e uma saudade"
- (1939) "Por quanto tempo ainda"/"Jamais irei onde tu fores"
- (1940) "Meu coração te chama (Vem amor)"/"Minha companhia é a colombina"
- (1940) "Vamos cantar"/"Quando teus olhos fitei"
- (1940) "Depois que você me deixou"/"Quem pela vida passou"
- (1940) "Curare"/"Naná"
- (1940) "Quero voltar aos braços teus"/"Plantando o bem colhe o bem"
- (1940) "Voz do dever (Com Ismênia dos Santos)"/"Desilusão"
- (1940) "Na Balalaíka"/"Quando se pede a uma estrela"
- (1940) "E o vento levou"/"Pour vous, madame"
- (1940) "Maria, Maria"/"Em pleno luar"
- (1940) "A felicidade perdeu seu endereço"/"Não creio na ventura"
- (1940) "Coqueiro velho"/"Súplica"
- (1941) "Chica...Chica boa"/"Pensando em ti"
- (1941) "Lero-lero"/"Favela querida"
- (1941) "Meu camarada"/"Tá difícil de encontrar"
- (1941) "Preconceito"/"Quem cantar meu samba"
- (1941) "Eu sei"/"Quando a noite vem"
- (1941) "Noite da garoa"/"Mentirosa"
- (1941) "Eu te amo"/"Perdão amor"
- (1941) "Lágrimas de homem"/"Sinhá Maria"
- (1941) "Rosinha"
- (1941) "Eu trabalhei"/"A voz do povo"
- (1942) "Alvorada"/"Inimigo do samba"
- (1942) "Adolfito mata-moros (A los toros)"/"Lealdade"
- (1942) "Faixa de cetim"/"Quero dizer-te adeus!"
- (1942) "Terra boa"/"Três amizades"
- (1942) "Volta"/"Mês de maio"
- (1942) "Quando a saudade apertar"/"Meu caboclo"
- (1942) "Lágrimas"/"Mágoas de caboclo"
- (1942) "Aos pés da cruz"/"Sorrisos"
- (1943) "Adolfito mata-mouros"/"Lealdade"
- (1943) "Falte tudo"/"Atire a primeira pedra"
- (1943) "Querida Leonor"/"Melhorei"
- (1943) "Feiticeira"/"Botões de laranjeira"
- (1943) "Ilha dos amores"/"Confiança"
- (1943) "Não sei porque"/"Não minto"
- (1943) "Nossas vidas... sempre iguais"/"Duas negativas"
- (1943) "Louco"/"Febre de amor"
- (1943) "Sempre no meu coração"/"Eu te espero"
- (1943) "Há sempre alguém"/"Não terminei tua canção"
- (1943) "Será verdade?"/"Podes mentir"
- (1943) "Olhos magos"/"Noutros tempos... era eu"
- (1943) "Duas vidas"/"Enigma"
- (1943) "Orgulho da minha terra"/"Quero-te como és"
- (1944) "Antes só que mal acompanhado"/"Seu endereço"
- (1944) "O diabo disse não"/"Confessa coração"
- (1944) "Grande mulher"/"Basta"
- (1944) "Dúvida cruel"/"Livro do passado"
- (1944) "Amor, amor, amor!"/"Soluço de mulher"
- (1944) "Bonita"/"Meu poema"
- (1944) "A carta (1)"/"A carta (ll)"
- (1944) "Boa noite querida"/"Seringueiro"
- (1944) "Estrela Dalva"/"Dois amigos"
- (1944) "Rococó"/"Não serás feliz"
- (1944) "Minha devoção"/"Apartamento pequenino"
- (1945) "Mariposa"/"Se eu tiver que escolher"
- (1945) "Três dias é pouco"/"Se eu fosse milionário"
- (1945) "Um pracinha na Itália"/"Jurei"
- (1945) "Nosso amor"/"Só uma louca não vê"
- (1945) "Ela vai voltar"/"Samba da roça"
- (1945) "Prisioneiro"/"Brigamos outra vez"
- (1945) "Carioca boêmio"/"Voltei sertaneja"
- (1945) "Se você que ser alguém"/"Beguim the beguine"
- (1945) "Paz na terra"/"E guardarás uma saudade!"
- (1945) "Minha crença"/"Tudo é possível"
- (1945) "Brasa"/"Quando dois destinos divergem"
- (1945) "Canção do trabalhador brasileiro (l)"
- (1945) "Sempre (Always)"/"A história do pierrô"
- (1946) "Mulher sensação"/"Gostei de você"
- (1946) "Argentina"/"Seu erro não tem perdão"
- (1946) "Ela foi cruel pra mim"/"Sou o número um"
- (1946) "Não me deixes sozinho"/"Eu, ele e você"
- (1946) "O velho tempo"/"Tormento"
- (1946) "Pássaro cativo"/"Dissimulada"
- (1946) "Chuva demais"/"Companheiro"
- (1947) "Tristeza... Saudade"/"Maldito amor"
- (1947) "Enquanto houver amor"/"Jornal de ontem"
- (1947) "Saudade do lar"/"Mais uma"
- (1947) "Cigana"/"Desunião"
- (1947) "Eterno castigo"/"Saudade"
- (1947) "Esquisita"/"Zé Ponte"
- (1947) "Abgai"/"Perdoa, meu amor!"
- (1947) "Cigana (The gipsy)"/"Poema imortal"
- (1948) "Teu amor e o meu"/"Flor mulher"
- (1949) "Pecadora"/"Mensagem de saudade"
- (1949) "Beijando as tuas mãos"/"A que ponto chegaste"
- (1949) "Se fosses minha"/"Mais um amor... mais uma desilusão"
- (1949) "Recordação... Saudade"/"Voltaste"
- (195) "Tenho medo"/"Muié de oio azul"
- (1951) "Que culpa tenho eu?"/"Você já jurou"
- (1951) "Senhor, me ajude"/"Não me importa que a tábua rache"
- (1951) "Vagabundo"/"S.O.S"
- (1952) "Morena pecado"/"Quem ama não condena"
- (1952) "Adeus... (Cinco letras que choram)"/"Noite de Natal"
- (1952) "Glória"/"Teus olhos castanhos"
- (1952) "Tenho ciúme"/"Moreninha"
- (1952) "Sempre te amei"/"Pedras dispersas"
- (1952) "Amor... Saudade"/"Tem dó"
- (1952) "Saudade"/"Voltei sertaneja"
- (1953) "A valsa do Natal"/"Feliz Natal para você"
- (1953) "Terra seca"/"Faceira"
- (1953) "Risque"/"Inquietação"
- (1953) "Aquela mascarada"/"Exaltação à cor"
- (1953) "Meu lampião"/"Escravo do amor"
- (1953) "Boêmio de raça"/"Prá que velho quer broto?"
- (1953) "Sempre"/"O velho tempo"
- (1953) "Companheiro"/"Carioca boêmio"
- (1953) "Seringueiro"/"Rococó"
- (1954) "Obrigado Maria"/"Adeus"
- (1954) "De que vale a vida sem amor"/"Não... e sim"
- (1954) "Canta, cigana"/"Amanhecendo"
- (1954) "Valsa do meu subúrbio"/"Promessa"
- (1954) "Feitiçaria"/"Mulher"
- (1954) "Dona Light"/"Jogado fora"
- (1954) "Marcha das flores"/"Herança"
- (1955) "Mundo de madeira"/"Namoro da vovó"
- (1955) "Dia de pagamento"/"Bem-te-vi"
- (1955) "Cristo Redentor"/"Soror Maria"
- (1955) "Quero beijar-te ainda"/"Não foi o tempo"
- (1955) "Os rios correm pro mar"/"Velho realejo"
- (1955) "Caco velho"/"Tu"
- (1955) "Carta de adeus"/"Renúncia"
- (1955) "O choro do bebê"/"Fui traído"
- (1955) "Senhora Fortuna"/"Se o corpo agüentasse"
- (1956) "Tudo foi ilusão"/"Subúrbio"
- (1956) "Dona saudade"/"Penumbra"
- (1956) "Rosa de maio"/"Trapo de gente"
- (1957) "No tempo das flores"/"A tua cruz"
- (1957) "Canção para mamãe"/"Lembrando mamãe"
- (1957) "Carta a alguém"/"Dilema"
- (1957) "Luar de Paquetá"/"Olhos japoneses"
- (1957) "Marcha do vira"/"Cirandinha"
- (1958) "Eu não quero você"/"Marcha do relógio"
- (1958) "Mentiras"/"Eu e ele"
- (1958) "Eu chorarei amanhã"/"Bailarina"
- (1959) "Rosalinda"/"Timidez"
- (1959) "Fuga"/"Desprezo"
- (1960) "Vai"/"Minhas valsas serão sempre iguais"
- (1960) "O azar é teu"/"Eu te dei a mão"
- (1960) "Calcule eu"/"Ontem à tarde"
- (1961) "Cabeça branca"/"Quando a mulher não quer"
- (1961) "Lágrimas"/"Mágoas de caboclo"
- (1961) "Lágrimas de homem"/"Sinhá Maria"
- (1961) "Curare"/"Naná"
- (1961) "Coqueiro velho"/"Súplica"
- (1961) "Número um"/"Espelho do destino"
- (1961) "Por ti"/"Sertaneja"
- (1961) "Meu coração a teus pés"/"Amigo infiel"
- (1961) "Página de amor"/"Eu sinto vontade de chorar"
- (1961) "Adeus"/"Deusa do cassino"
- (1961) "Meu romance"/"Neusa"
- (1961) "Caprichos do destino"/"História de amor"
- (1961) "Carinhoso"/"Rosa"
- (1961) "Aliança partida"/"Amigo leal"
- (1961) "Juramento falso"/"Lábios que beijei"
- (1961) "Céu moreno"/"Chora cavaquinho"
- (1961) "Última estrofe"/"Tristeza"
- (1961) "Terminarei tua canção"/"Canção do amor que eu lhe dou"
- (1962) "Marcha dos namorados"/"Adeus amor"
- (1962) "Eu te perdôo"/"Penso em teus olhos"
- (1962) "Canção da eterna despedida"/"Palavras"

## Filmografia
Adaptado da fonte.
- 1936 Cidade-Mulher
- 1939 Banana-da-Terra
- 1940 Laranja-da-China
- 1959 Garota Enxuta
- 1968 O Rei da Pilantragem